# 東大和南公園
東大和南公園（ひがしやまとみなみこうえん）とは、東京都東大和市に存在する都立公園。

## 概要
戦後、アメリカ軍によって接収されていた大和基地の跡地の一部を整備し、1986年（昭和61年）6月1日に開園。園内には運動広場や市民プール、市民体育館、太平洋戦争の戦争遺跡である旧日立航空機立川工場変電所が存在する。
同市北部には同じく都立公園の東大和公園が存在する。

## 施設

### 有料施設
- 野球場（1面）[3]
- 人工芝テニスコート（8面）[3]

### 無料施設
- ゲートボール場（6面）[3]
- 運動広場（400mトラック）[3]
- 市民プール[3]
- 市民体育館[3]

### 遺跡
- 旧日立航空機立川工場変電所[3]

## アクセス
- 西武拝島線・多摩都市モノレール線「玉川上水駅」から徒歩5分[4]
- 立川バス「玉川上水」から徒歩8分[4]
- 西武バス「南街」から徒歩5分[4]